# Ottilia von Fürstenberg
Ottilia von Fürstenberg (* 21. Februar 1549 auf Schloss Waterlappe bei Ense; † 7. März 1621) war Priorin des Klosters Oelinghausen sowie Äbtissin des freiweltlichen adligen Damenstifts Heerse.

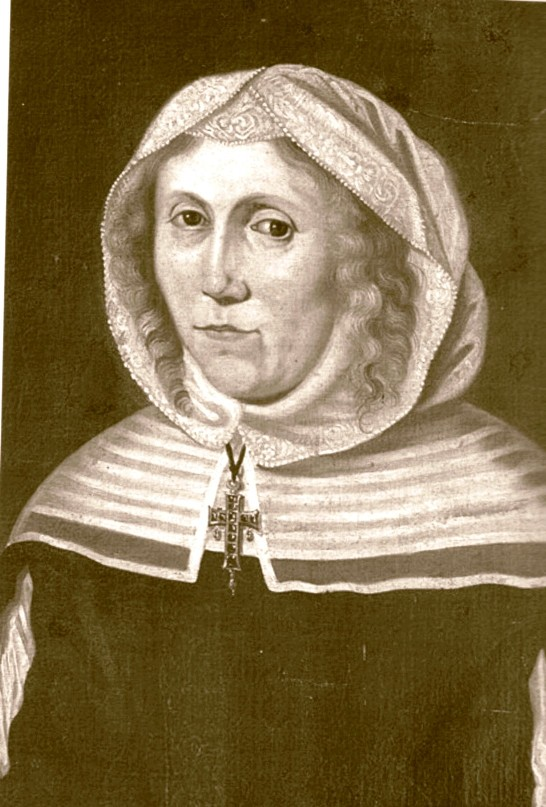
Ottilia von Fürstenberg (zeitgenössisches Gemälde)

## Leben und Wirken
Ottilia von Fürstenberg war die Tochter des Drosten Friedrich von Fürstenberg und seiner Frau Anna von Westphalen. Zusammen mit ihrer Schwester Anna wurde sie von ihren Eltern bereits im Alter von neun Jahren in die Obhut des Prämonstratenserinnenklosters Oelinghausen übergeben. Im Alter von 37 Jahren (1585) wurde sie zur Priorin gewählt. Bei dieser Wahl hatte auch ihr Bruder Kaspar von Fürstenberg eine Rolle gespielt. Nur vier Jahre später erfolgte ihre Wahl als Äbtissin auch im freien, weltlichen adeligen Damenstift in Heerse. Neben Kaspar hat zu dieser Wahl auch Dietrich von Fürstenberg als Fürstbischof von Paderborn beigetragen. Auch er war ein Bruder.
Obwohl in ihre Amtszeit als Äbtissin in Oelinghausen kriegerische Einfälle, Plünderungen sowie zwei Pestwellen fielen, hat Ottilia entscheidend dazu beigetragen, den Niedergang des Klosters aufzuhalten. Ein Propst des Klosters Oelinghausen charakterisierte Ottilia etwa hundert Jahre nach ihrem Tod wegen ihrer Tatkraft als „vom Geschlecht her eine Frau, aber von männlichen Geist.“ Zu Beginn ihres Klosterlebens hatte die Zucht stark nachgelassen, es herrschte das Prinzip der offenen Tür und die Nonnen führten in eigenen Häusern ein fast weltliches Leben. Daran hat auch Ottilia nichts Wesentliches geändert. Allerdings gelang es ihr, die Gemeinschaft zu entschulden. Das Kloster wurde renoviert und ein neues Abtei- sowie ein Propsteigebäude errichtet. Außerdem wurde eine Klostermauer gebaut und die Ausstattung von Kirche und Kloster erneuert. Ähnliche Bauten und Maßnahmen fanden auch in Heerse statt. Dort ließ sie ein neues Gebäude für die Äbtissin errichten. Das Kloster Oelinghausen wurde so reich, dass es die Bischöfe von Köln und Paderborn gleichzeitig bewirten konnte.
In ihrer Leichenpredigt hieß es dazu: „Wie nun Ihre Gnaden, das schifftle der sorgen und bekummernmußen durchs hertz gangen wie sie von dem kampff der museligkeiten  und beschwernussen so sie gefunden. Leidens und Kranckheiten so sie ausgestanden hin und widder gestoßen, ist bekannt dennen so da wissen in was schweren und großen schulden I.G. [Ihre Gnaden] in anfang ihrer regierung gefunden, und was vor ein wollstandt nach abgelegter schuldt mitt mehr den vierundzwanzigtausend Reichsthalern nach ihrem abgangh gelassen.“ Außerdem gelang es Ottilia, alte Streitfälle zu schlichten und die Freistellung der Klosterleute von landesherrlichen Diensten durchzusetzen.

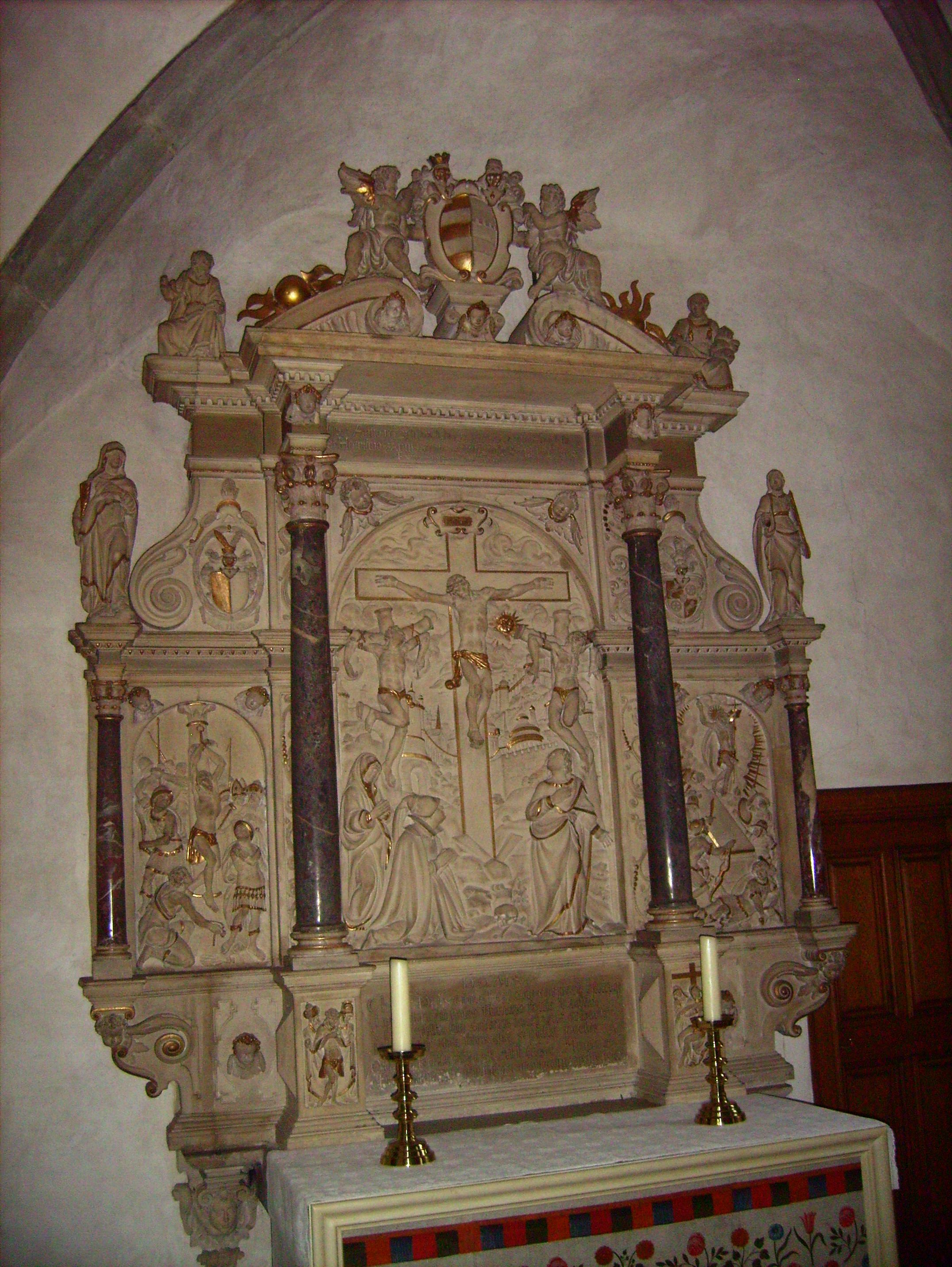
Epitaph wahrscheinlich von Gerhard Gröninger in der Kreuzkapelle der Klosterkirche Oelinghausen

Sie konnte dabei auf die finanzielle Unterstützung der Familie und Spenden ihrer hochrangigen Brüder setzen. Im Kloster nahm die Mutter von Ottilia ihren Witwensitz und wurde allmählich Mittelpunkt der Familie. Die Ermahnungen des Klosters Wedinghausen, wieder klösterliche Zucht einzuführen, wurde ignoriert. Um einer Exkommunikation zuvorzukommen, erreichte Ottilia 1618 mit Hilfe ihrer Brüder ein Schreiben des Papstes zur Aufhebung des Klosters und Umwandlung in ein Laienstift für adelige Damen. Damit wurde de facto nur bestätigt, was seit Jahrzehnten bereits Praxis war. Dadurch war Oelinghausen vom Stift Wedinghausen unabhängig und Ottilia wurde der Titel einer Äbtissin verliehen. Dieser Schritt kam ihr auch persönlich gelegen, hat sie doch einen feudalen Lebensstil geschätzt. In Heerse wurde etwa ein Fuhrpark mit 12 Kutschpferden und einem Reitpferd gehalten.
Das Herauslösen von Oelinghausen aus dem Klosterverband stieß vor allem im Mutterkloster Wedinghausen auf Widerspruch. Einige Jahrzehnte nach dem Tod Ottilias wurde 1641 der Schritt gewaltsam rückgängig gemacht. Die adeligen Stiftsdamen wurden vertrieben und das Kloster mit Schwestern aus Rumbeck wiedererrichtet.